# ベンヌ

ベンヌ。

ベンヌ（Bennu）、ベヌウ、ベヌとは、エジプト神話に伝わる不死の霊鳥。

## 概要
エジプト語の「立ち上がる者（ウェベン）」が由来とされる。「鮮やかに舞い上がり、そして光り輝く者」、「ラーの魂」、「自ら生まれた者」または、「記念祭の主」などの肩書きを持つ。
主に長い嘴をした黄金色に輝く青鷺で、他に爪長鶺鴒、赤と金の羽がある鷲とも言う。稀なケースでは、鷺の頭をした人間の姿で表された。
太陽信仰と関連付けられたイシェドの木（ギリシアでは、ペルセア）にとまる聖鳥。アトゥム、ラー、オシリスの魂であるとも考えられている。

## 神話
アトゥムあるいは、ラーは、この世の始めに混沌または、原初の海ヌンからベンヌの姿で（自生的に）誕生し、原初の丘「タァ・セネン」もしくは、「ベンベン」の上に舞い降りたという。あるいは、原初の海に沈んでいた太陽（の卵）が原初の丘に揚がった時にベンヌが太陽を抱いて暖めて孵化させたともされる。なお、この原初の丘を神格化したものがタテネンである。この世の最初に誕生した鳥である事からベンヌの鳴き声により、この世の時間が開始されたともされる。
太陽と同じように毎朝生まれ夕暮れと共に死んで次の朝に再び生き返るとされた。生と死を繰り返すことからオシリスとも関連付けられた。
ホルス及びギリシアのフェニックスのモデルとも言われる。

## 派生
2013年5月1日には、NASAの小惑星探査機オサイリス・レックスが探査を行う小惑星1999 RQ36に公募によって、このベンヌと言う名前が与えられたことが発表された。